# 通詞
通詞（日语：通詞／つうじ／通辞／通弁），又称通事（日语：通事），又称出島役人（日语：出島役人），是日本江户幕府时担任接待外国人和翻译的人员，主要有中国语通事和荷兰语通事。此职业始于与葡萄牙人贸易往来之时。通事的职责不仅限于翻译，也有外交、商务方面的工作。
蘭學在傳入日本時，即成为日本人學習西方文化的重要途徑。
文化5年（1808年），長崎港發生了輝騰號事件（長崎港事件）；嘉永6年（1853年），俄羅斯的普提雅廷來訪日本。隨着各國尋求和日本建立外交關係，江戶幕府訓練了一批通愔英語和俄語的通詞。

## 長崎版
嘉永元年（1848年），船運的印刷機運抵日本。品川藤兵衛、楢林定一郎、本木昌造、北村元助等人奉長崎奉行（首席遠國奉行）設立活字印刷所（日语：活字版摺立所）。由該活字印刷所印刷的一切歐洲語文譯本，皆称为「長崎版」（日语：長崎版）。
安政4年（1857年），印刷所搬遷至位於江户町的五箇所宿老会所。活字印刷術首次在西洋科技的介入下被試验，它也衍生了後來在築地的凸版印刷業。